# 怀恩堂 (上海)

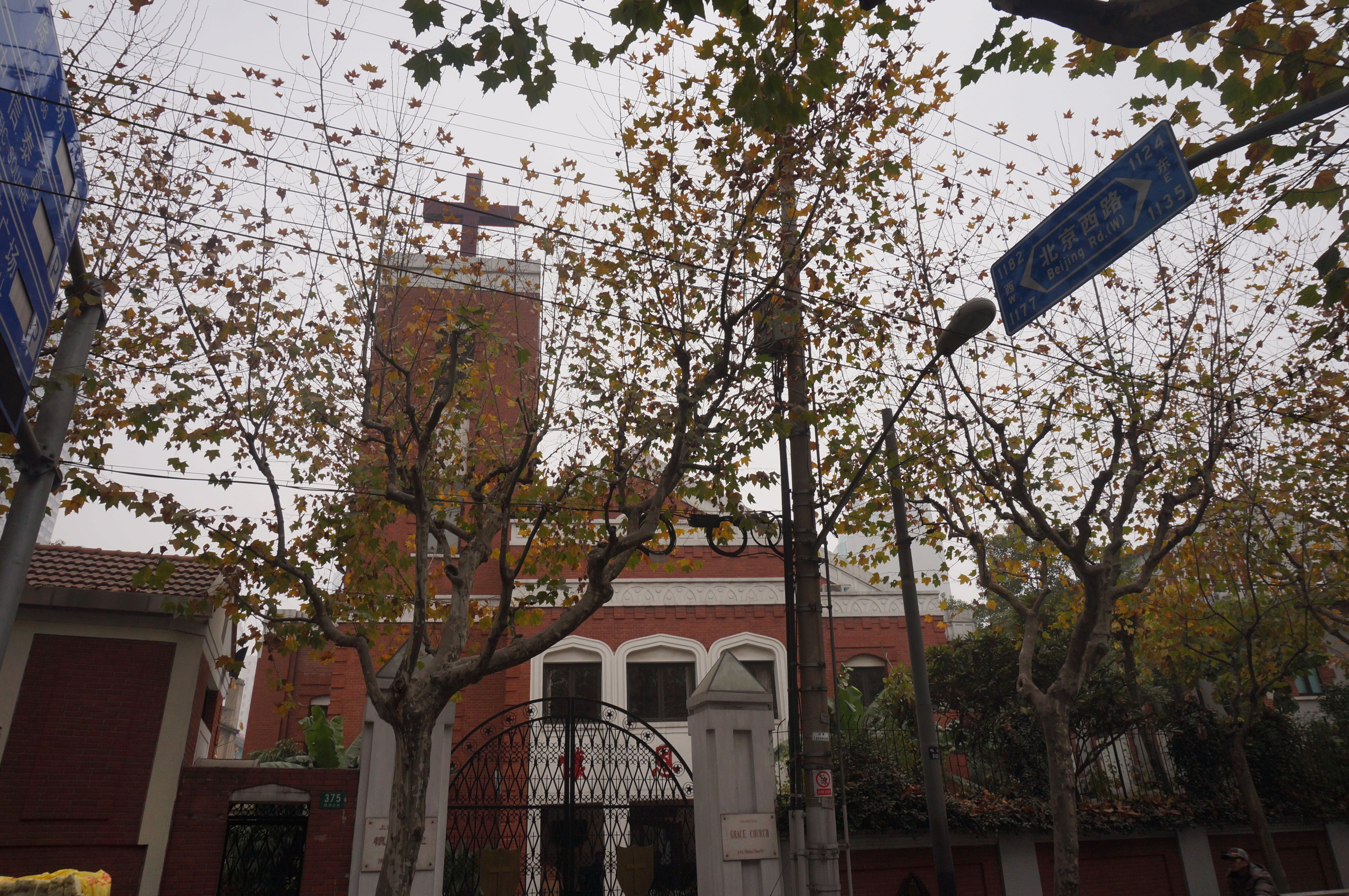
怀恩堂

怀恩堂（英語：Grace Church），位于上海市静安区陕西北路375号（北京西路口），是中国上海一所基督教新教教堂。该堂创立于1910年（清宣统二年），最初位于虹口北四川路。美南浸信会传教士乐灵生在此置地20余亩，创办怀恩堂和民强中学、晏摩氏女中（现北郊中学）。大堂由1幢中3层楼房、2层的楼房组成，东南角有一高耸的钟楼，另设小教堂。至今在册信徒已达9,535人，礼拜时则可容纳2,000人以上，是上海基督教可容纳人数最多的教堂之一。1994年，怀恩堂入选第二批上海市优秀历史建筑。

## 基本概况，
该堂创立于1910年（清宣统二年），最初位于虹口北四川路。美南浸信会传教士乐灵生在此置地20余亩，创办怀恩堂和民强中学、晏摩氏女中（现北郊中学）。
1924年，由于北四川路地价猛涨升值，美南浸信会出售原址建筑，将两所中学迁至北宝兴路，建成“浸会庄”，另拨款在东宝兴路271号建造一幢四层楼房，作为怀恩堂和怀恩中小学校的新址。1935年12月，怀恩堂邀请戚庆才担任牧师，直到1990年戚牧师去世。
1937年，淞沪会战开始，虹口沦为战场，怀恩堂被迫搬迁至爱文义路605弄王家沙花园32号。由于信徒人数不断增加，1940年，购置了西摩路（今陕西北路）375号的基地（南侧的369号即上海宋家花园），并于开始动工建堂，至1942年新堂落成，堂内可容纳千人以上。是上海基督教主要教堂之一。戚庆才也担任中华全国浸会联合大会主席。
1950年，戚庆才是基督教三自运动40位发起人之一。怀恩堂不再与美南浸信会有任何关系，1954年戚庆才被选为全国基督教三自爱国会的常委、副主席；1955年上海市成立三自爱国会后，戚牧师曾连任三届副主席。
1958年，上海基督教实行联合礼拜，原有208个教堂合并为22个，至1965年再次减少为11个，该堂都得以保留。1966年8月23日，在文化大革命高潮中被关闭。1980年12月28日，怀恩堂重新开放，恢复礼拜，戚庆才仍为堂务主任。

## 交通指南
开放时间：09:00-19:00(周六至周日)
地址：陕西北路375号
乘车线路：927路 15路 21路 939路 206路 104路